# Hành tinh hỗn loạn
Hành tinh hỗn loạn (tên gốc tiếng Anh: Chaos Walking) là một bộ phim hành động, khoa học viễn tưởng của Mỹ năm 2021 do Doug Liman đạo diễn theo kịch bản phim của Patrick Ness và Christopher Ford. Phim dựa trên bộ ba cuốn sách khoa học viễn tưởng Hỗn mang, chuyển thể từ cuốn sách đầu tiên mang tên Hỗn mang 1: Đừng bao giờ buông dao ra mắt năm 2008. Phim có sự tham gia gồm Daisy Ridley và Tom Holland, cùng với Mads Mikkelsen, Demián Bichir, Cynthia Erivo, Nick Jonas và David Oyelowo, và phim kể về một người đàn ông trẻ tuổi sống trong một thế giới hỗn loạn nơi không có phụ nữ và tất cả các sinh vật sống có thể nghe thấy suy nghĩ của nhau bởi một thế lực gọi là "Tiếng ồn". Khi một người phụ nữ rơi xuống hành tinh, anh phải giúp cô ấy thoát khỏi nguy hiểm.
Được công bố vào năm 2011, bộ phim đã nhiều lần viết lại từ bản thảo kịch bản đầu tiên do Charlie Kaufman viết, với Jamie Linden, John Lee Hancock, Gary Spinelli, Lindsey Beer, Christopher Ford và Ness sửa đổi thêm kịch bản. Liman sau đó được công bố là đạo diễn vào năm 2016, với công việc chụp ảnh chính bắt đầu từ năm 2017. Ban đầu được dự kiến phát hành vào ngày 1 tháng 3 năm 2019, bộ phim đã bị loại khỏi lịch trình để phù hợp với các bộ phim được khởi chiếu lại vào tháng 4 năm 2019 sau những ý kiến tiêu cực từ buổi chiếu thử nghiệm.
Hành tinh hỗn loạn được phát hành tại các rạp chiếu của Hàn Quốc từ ngày 24 tháng 2 năm 2021 và tại Hoa Kỳ vào ngày 5 tháng 3 năm 2021. Tại Việt Nam, phim được khởi chiếu từ ngày 19 tháng 3 năm 2021. Tác phẩm nhận về nhiều ý kiến tiêu cực từ giới chuyên môn, trở thành một quả bom xịt điện ảnh với doanh thu toàn cầu chỉ đạt hơn 21 triệu USD so với kinh phí làm phim lên tới 100 triệu USD, dẫn đến việc hãng phim phải xóa sổ.

## Diễn viên
- Daisy Ridley vai Viola Eade, một người phụ nữ không có tiếng ồn, người là chìa khóa để mở ra những bí mật cho Tân Thế giới.[2]
- Tom Holland trong vai Todd Hewitt, một cậu bé sống trên hành tinh xa xôi của Thế giới mới.[3]
- Mads Mikkelsen vai David Prentiss, Thị trưởng của Prentisstown.[4]
- Demián Bichir vai Ben Moore, một trong những người cha nuôi của Todd.[5]
- Cynthia Erivo vai Hildy Black, thủ lĩnh của Farbranch, một khu định cư hòa bình ở Tân Thế giới chống lại Thị trưởng Prentiss và quân đội của ông ta.[6]
- Nick Jonas vai David "Davy" Prentiss Jr., con trai của Thị trưởng và một người lính.[7]
- David Oyelowo trong vai Aaron, một nhà thuyết giáo cấp tiến ở Prentisstown.[8]
- Kurt Sutter vai Cillian Boyd, một trong những người cha nuôi của Todd.[9]
- Ray McKinnon vai Matthew, một cư dân Farbranch từng đến từ Prentisstown.

## Phát hành
Phim được phát hành rạp tại Úc vào ngày 4 tháng 3 năm 2021, Hoa Kỳ vào ngày 5 tháng 3 năm 2021, với một bản phát hành IMAX bổ sung, sau bản phát hành tại rạp ở Hàn Quốc vào ngày 24 tháng 2 năm 2021. Trước đó phim đã được lên kế hoạch phát hành vào ngày 1 tháng 3 năm 2019, nhưng đã bị trì hoãn để phù hợp với việc khởi chiếu lại của bộ phim. Sau đó lại lên kế hoạch phát hành vào ngày 22 tháng 1 năm 2021, nhưng lại bị trì hoãn đến tháng 3 do đại dịch COVID-19.

## Đón nhận

### Doanh thu phòng vé
Tính đến ngày 16 tháng 3 năm 2021, Chaos Walking đã thu về 7,3 triệu USD ở Hoa Kỳ và Canada, và 5 triệu đô la ở các lãnh thổ khác, với tổng số tiền trên toàn thế giới là 12,3 triệu đô la, lỗ hơn với kinh phí sản xuất là 100 triệu đô la.
Tại Hoa Kỳ và Canada, bộ phim đã thu về 1,3 triệu USD từ 1.980 rạp chiếu trong ngày đầu tiên công chiếu. Bộ phim tiếp tục ra mắt với 3,7 triệu đô la, đứng thứ ba tại phòng vé. Tờ báo điện tử Deadline Hollywood viết rằng bộ phim đã "sẵn sàng thua lỗ" cho Lionsgate và "hãng phim đã bù lỗ" về điều đó. Phim kiếm được 2,3 triệu đô la (giảm –40%) trong tuần thứ hai, còn ở vị trí thứ ba.
Tại Hàn Quốc, bộ phim đã thu về 503 nghìn đô la trong tuần đầu công chiếu, đứng thứ 5 tại phòng vé.

### Đánh giá chuyên môn
Các bài đánh giá về bộ phim thừa nhận tiềm năng của bộ phim, nhưng lại chỉ trích bộ phim vì "cách làm việc kém và các nhân vật bình thường, kém xây dựng phát triển." Các trang web đánh giá Rotten Tomatoes báo cáo rằng 21% trong số 96 nhà phê bình đã đánh giá tích cực về bộ phim, với xếp hạng điểm trung bình là 4,6 trên 10. Sự đồng thuận của các nhà phê bình trên trang web viết: "Hành tinh hỗn loạn đặt ra một con đường thú vị tiềm tàng, nhưng cuộc phiêu lưu lạc hậu này làm hỏng tiền đề của nó và khập khiễng khi đi về đích." Theo Metacritic, bộ phim đã cho điểm trung bình có trọng số là 39 trên trong số 100 dựa trên 28 nhà phê bình, bộ phim nhận được "đánh giá chung là không thuận lợi". Khán giả được thăm dò bởi CinemaScore đã cho điểm trung bình của bộ phim là "B" trên thang điểm A+ đến F, trong khi PostTrak báo cáo 70% khán giả cho điểm tích cực, với 43% nói rằng họ chắc chắn sẽ giới thiệu bộ phim.